# عین‌العلوم گشت
عین‌العلوم گُشت سراوان یا مدرسهٔ دینی عین‌العلوم گُشت از مراکز آموزشی اهل‌سنت در شهر گشت استان سیستان و بلوچستان به‌شمار می‌رود. این مرکز در سال ۱۳۱۸ توسط مولوی عبدالواحد سیدزاده بنیان‌گذاری شد و باسابقه‌ترین مدرسهٔ دینی شرق ایران به‌شمار می‌رود.
مولانا سید عبدالواحد در سال  ۱۳۳۴ مسئولیت مدرسه را به سید محمدیوسف حسین‌پور واگذار نمود و خود به حق‌آباد هجرت نمود.
پس از وفات مولوی محمدیوسف حسین‌پور در ۱۶ مهر ۱۳۹۶ مدیریت حوزه علمیه عین‌العلوم به عبدالکریم حسین‌پور واگذار شد.